# Mölmsch (Bier)
Mölmsch ist eine helle Bierspezialität mit obergäriger Hefe aus Mülheim an der Ruhr. In Anlehnung an den Mölmschen Dialekt in Mülheim an der Ruhr entstand der abgewandelte Name des Bieres. Gebraut wurde es ab Mitte der 1960er Jahre von der Mülheimer Berg-Brauerei Mann bis vier Jahre vor deren Schließung 1995. Seit März 2009 vertreibt die ebenfalls in Mülheim ansässige Mölmsch GmbH & Co. KG mit Echt Mölmsch ein helles obergäriges Bier nach Mölmscher Brauart.

## Geschichte

### Berg-Brauerei Mann
Hersteller des ersten Mölmsch war die 1875 gegründete Berg-Brauerei Mann, die das Vollbier bis 1991 braute. Bereits 1974 produzierte der zum damaligen Zeitpunkt vierzig Mitarbeiter starke Privatbetrieb an der Boverstraße in Mülheim-Dümpten jährlich 50.000 Hektoliter Bier, davon 80 Prozent untergäriges Berg-Pils und das helle edelgehopfte Mölmsch. Getrunken wurde es vor allem in Mülheim, dem umliegenden Ruhrgebiet sowie im Bergischen Land. Auch im Kölner Raum, in dem mit dem Kölsch ebenfalls eine helle obergärige Bierspezialität beheimatet ist, erfreute sich Mölmsch trotz der Konkurrenz durch die dortigen Großbrauereien erheblicher Beliebtheit. Zu besten Zeiten wurden so jede dritte Gaststätte in Mülheim und bis zu 150 Gastronomiebetriebe in ganz Nordrhein-Westfalen von der Berg-Brauerei beliefert.
Anlässlich des Mülheimer Stadtjubiläums wurde im Jahr 1983 das Jubiläums-Mölmsch gebraut. Das Bier, das eigentlich nur für das Jubiläumsjahr gedacht war, wurde aufgrund der großen Nachfrage fest in das Angebot integriert. Zwei Jahre später folgte mit Mölmscher Bock eine Starkbiervariante aus dem Hause Mann. Auch repräsentierte Mölmsch die Stadt Mülheim häufig bei Anlässen von überörtlichem Rang, wie dem Theaterfestival 1989 in der nordrhein-westfälischen Landesvertretung in Bonn oder auf überregionalen Messen mit Mülheimer Firmen.

### Übernahme, Braustopp und Schließung
In den späten achtziger Jahren zeichnete sich der Niedergang der inhabergeführten Berg-Brauerei Mann ab. So war der Bierausstoß des kleinen Betriebes zu gering, um kostengünstig zu produzieren und sich im Wettbewerb gegen die modernen Großbrauereien behaupten zu können. Zudem fanden die Besitzer Karlheinz und Arnt-Ulrich Mann, die sich nach 30 Jahren an der Spitze des Unternehmens zur Ruhe setzen wollten, in der Familie keine geeigneten Nachfolger. Somit ging die Berg-Brauerei Mann – letzte der einst 60 Brauereien Mülheims und seit vier Generationen in Familienbesitz – am 1. Juni 1991 an die Essener Getränkegroßhandelsfirma Theo Droll.  Trotz anfänglicher Investitionen in den Betrieb, der zunächst als Privatbrauerei weitergeführt wurde, endete 1991 die Produktion des hellen obergärigen Mölmsch, das ersatzlos aus dem Angebot genommen wurde. Vier Jahre später folgte für die Bergbrauerei Mann das endgültige Aus. Unter Berufung auf anhaltende Verluste und einen zu hohen Personalkostenanteil wurden Produktion und Auslieferung nach 120 Jahren eingestellt.

### Neuauflage des Mülheimer Bieres
Seit März 2009 lässt die Mölmsch GmbH & Co. KG, ein Start-Up von fünf Mülheimer Jungunternehmern, die Mölmsche Brautradition mit einem hellen obergärigen Bier unter dem Markennamen „Echt Mölmsch“ wieder aufleben. Gebraut wird das Bier jedoch nicht in Mülheim, sondern durch die Gräflich zu Stolberg’sche Brauerei Westheim GmbH.